# Bogislav Friedrich Emanuel von Tauentzien
Bogislav Friedrich Emanuel von Tauentzien, från 1814 med binamnet von Wittenberg, född den 15 september 1760, död den 20 februari 1824, var en preussisk greve (sedan 1792) och militär.
von Tauentzien anförde förtrupper vid Jena (1806) och blev fången vid Prenzlau (samma år). Som befälhavare för Nordarméns IV:e kår (1813) deltog han med utmärkelse i slagen vid Grossbeeren och Dennewitz samt intog Magdeburg och var ansvarig för erövringen av Wittenberg med flera orter. Han blev riddare med stora korset av Svärdsorden samma år.